# Gerhard Tulodziecki

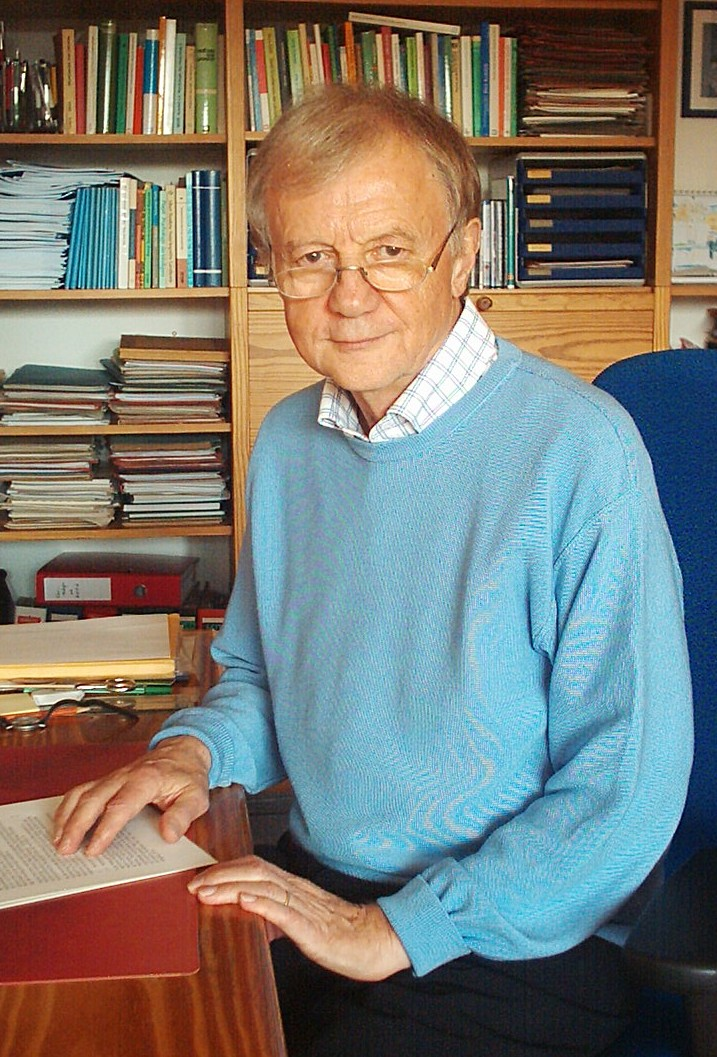
Gerhard Tulodziecki 2007

Gerhard Tulodziecki (* 5. Januar 1941 in Bochum) ist emeritierter Professor für Allgemeine Didaktik und Medienpädagogik an der Universität Paderborn.

## Wirken
Gerhard Tulodziecki entwickelte – nach verschiedenen Arbeiten zur Mediendidaktik – ab 1985 das Konzept einer handlungs- und entwicklungsorientierten Medienpädagogik für die Schule. Er hat damit die Entwicklung des Orientierungsrahmens Medienerziehung in der Schule der Bund-Länder-Kommission von 1995 wesentlich beeinflusst. Seine Zieldefinition für die Medienkompetenzförderung und seine Differenzierung der Medienerziehung bzw. der Medienbildung nach fünf Aufgabenbereichen fanden Eingang in die Konzepte zur Medienerziehung bzw. Medienbildung mehrerer Bundesländer. Unter Medienkompetenz als Zielvorstellung für Medienerziehung bzw. Medienbildung versteht Tulodziecki – zunächst auf einer allgemeinen Ebene – die „Fähigkeit und Bereitschaft zu einem sachgerechten, selbst bestimmten, kreativen und sozial verantwortlichen Handeln in einer von Medien mitgestalteten Welt“. Dieses allgemeine Verständnis verbindet er mit fünf Aufgabenbereichen:
- Auswählen und Nutzen von Medienangeboten (unter Beachtung von Handlungsalternativen)
- Eigenes Gestalten und Verbreiten von Medienbeiträgen
- Verstehen und Bewerten von Medienbotschaften bzw. Mediengestaltungen
- Erkennen und Aufarbeiten von Medieneinflüssen
- Durchschauen und Beurteilen von Bedingungen der Medienproduktion und Medienverbreitung (einschließlich Einflussnahme).

In weiteren Arbeiten zur Medienbildung unterscheidet Tulodziecki zusammen mit Bardo Herzig und Silke Grafe sechs nutzungsbezogene Aufgabenfelder und vier inhaltsbezogene Aufgabenfelder zur Förderung von Medienkompetenz. Die nutzungsbezogenen Aufgabenfelder sind: Reflektierte Nutzung von medialen Möglichkeiten für (a) Information und Lernen, (b) Analyse und Simulation, (c) Unterhaltung und Spiel, (d) Austausch und Kooperation, (e) Gestaltung und Präsentation eigener medialer Beiträge, (f) mediengestützte Dienstleistungen. Als inhaltsbezogene Aufgabenfelder werden genannt: (a) Verstehen und Bewerten der Medienlandschaft und ihrer digitalen Infrastruktur, (b) Analysieren und Einschätzen von medialen Gestaltungsmerkmalen, (c) Erkennen und Aufarbeiten von Medieneinflüssen auf Individuum und Gesellschaft, (d) Durchschauen und Beurteilen von Bedingungen der Medienproduktion und Medienverbreitung.
Außerdem hat Tulodziecki seit 1987 das Konzept einer handlungs- und entwicklungsorientierten Didaktik für allgemein- und berufsbildende Schulen ausgearbeitet. In seinem Handlungsmodell wird Lernen – ausgehend von der Lebenssituation und der Bedürfnislage von Kindern und Jugendlichen – als Erweiterung des Erfahrungs- und Kenntnisstandes bei gleichzeitiger Weiterentwicklung des intellektuellen und sozial-moralischen Urteilsniveaus verstanden. Demgemäß soll Unterricht als Auseinandersetzung mit – für Kinder und Jugendliche bedeutsamen – Problemen, Entscheidungsfällen, Gestaltungs- und Beurteilungsaufgaben geplant und realisiert werden. Korrespondierend hat Tulodziecki die praxis- und theoriegeleitete Entwicklung und empirische Evaluation von Konzepten für pädagogisches Handeln als spezifisches Forschungsverfahren für Didaktik und Medienpädagogik konzipiert und umgesetzt sowie in den Rahmen einer gestaltungsorientierten Bildungsforschung gestellt.
Seine Überlegungen zu menschlichem Handeln hat Tulodziecki zu einer interdisziplinären Theorie zum Handeln in Alltag, Beruf und Politik unter den Perspektiven von Freiheit, Verantwortung und künstlicher Intelligenz weiterentwickelt. Dabei werden folgende Bedingungen für das Handeln aufgezeigt und in ihrem Zusammenhang dargestellt: situative Anforderungen im Rahmen der jeweiligen Lebenssituation, Bedürfnisse und damit verbundene Emotionen, Stand der Erfahrung und des Wissens, Niveau intellektueller bzw. kognitiver Komplexität und Wertvorstellungen im Kontext sozial-moralischer Entwicklung.
Tulodziecki ist Ehrenmitglied der Gesellschaft für Medienpädagogik und Kommunikationskultur und aktives Mitglied der dortigen Fachgruppe Schule sowie der Sektion „Medienpädagogik“ der Deutschen Gesellschaft für Erziehungswissenschaft und unterstützt die fachliche Auseinandersetzung um „Standards in der Medienbildung“.

## Schriften (Auswahl)
- Individuelles Handeln und Gemeinwohl. Eine interdisziplinäre Handlungstheorie im Kontext von Freiheit, Verantwortung und künstlicher Intelligenz. Bielefeld 2023, ISBN 978-3-8376-6817-9
- Medienerziehung und Medienbildung in der Grundschule. Stuttgart 2021. ISBN 978-3-17-040400-7
- mit Bardo Herzig u. Silke Grafe: Medienbildung in Schule und Unterricht. Grundlagen und Beispiele. 3., vollständig überarbeitete und aktualisierte Auflage, Klinkhardt, Bad Heilbrunn 2021, ISBN 978-3-8252-5746-0
- mit Bardo Herzig u. Sigrid Blömeke: Gestaltung von Unterricht. Eine Einführung in die Didaktik. 3. Auflage, Bad Heilbrunn 2017, ISBN 978-3-8252-4794-2
- mit Silke Grafe u. Bardo Herzig: Gestaltungsorientierte Bildungsforschung und Didaktik. Theorie – Empirie – Praxis. Bad Heilbrunn 2013. ISBN 978-3-7815-1928-2
- Standards für die Medienbildung als eine Grundlage für die empirische Erfassung von Medienkompetenz-Niveaus. In: Bardo Herzig et al. (Hrsg.): Jahrbuch Medienpädagogik 8. Wiesbaden 2010, S. 81–101
- Handlungs- und entwicklungsorientierte Medienpädagogik – theoretische Grundlagen, Umsetzungen und Forschung. In: Werner Sesink et al.: Jahrbuch Medienpädagogik 6. Wiesbaden 2007, S. 102–117
- Medien in Erziehung und Bildung. Grundlagen und Beispiele einer handlungs- und entwicklungsorientierten Medienpädagogik. 3. Auflage, Bad Heilbrunn 1997. ISBN 3-7815-0916-8
- Unterricht mit Jugendlichen. Eine Didaktik für allgemein- und berufsbildende Schulen. Bad Heilbrunn 1987. ISBN 3-7815-0610-X
- mit anderen Mitgliedern der Projektgruppe „Medienerziehung“ des Innovationsausschusses der Bund-Länder-Kommission für Bildungsplanung und Forschungsförderung: BLK (Hrsg.): Medienerziehung in der Schule. Orientierungsrahmen. Bonn: Sekretar der BLK 1995
- mit Andrea Schlingmann, Katja Mose, Christa Mütze, Bardo Herzig u. Annemarie Hauf-Tulodziecki: Handlungsorientierte Medienpädagogik in Beispielen. Projekte und Unterrichtseinheiten für Grundschulen und weiterführende Schulen. Bad Heilbrunn 1995. ISBN 3-7815-0786-6
- Unterrichtskonzepte für die Medienerziehung. Köln 1985. ISBN 3-8025-8016-8

Schriftenverzeichnis online

## Weitere zitierte Literatur
- LISA – Landesinstitut für Lehrerfortbildung, Lehrerweiterbildung und Unterrichtsforschung von Sachsen-Anhalt: Wege zur Medienkompetenz. Schulische Medienerziehung in Sachsen-Anhalt. Halle 1996
- Thüringer Kultusministerium (Hrsg.).: Empfehlungen für das fachübergreifende Thema „Umgang mit Medien und Informationstechniken (UMI)“. Erfurt 1999
- MSWWF – Ministerium für Schule und Weiterbildung, Wissenschaft und Forschung des Landes Nordrhein-Westfalen (Hrsg.): Zukunft des Lehrens – Lernen für die Zukunft: Neue Medien für die Lehrerausbildung. Düsseldorf 2000
- Ministerium für Bildung, Wissenschaft und Kultur Mecklenburg-Vorpommern (Hrsg.): Neue Medien, Schule und Unterricht. Landesinitiative für allgemein bildende Schulen. Schwerin 2001
- LISUM – Landesinstitut für Schule und Medien Brandenburg (Hrsg.): Didaktisches Material, m.a.u.s., Grundschule. Baustein 5. Medienerziehung – Rechtsgrundlagen – Kommunikation. Ludwigsfelde-Struveshof 2006, S. 8